# Merismus bidentatus
Merismus bidentatus är en stekelart som beskrevs av Kamijo 1996. Merismus bidentatus ingår i släktet Merismus och familjen puppglanssteklar. Inga underarter finns listade i Catalogue of Life.